# Monarchia del Regno Unito
La monarchia del Regno Unito, detta anche monarchia britannica, è la monarchia parlamentare del Regno Unito, delle sue dipendenze e dei suoi territori d'oltremare. L'attuale monarca e capo di Stato, il re Carlo III, è diventato re alla morte di sua madre, la regina Elisabetta II, l'8 settembre 2022. La monarchia britannica è stata istituita così come la conosciamo oggi nel 1215, con l'emanazione della Magna Carta Libertatum.
Il monarca e la sua famiglia immediata svolgono varie mansioni ufficiali, cerimoniali, diplomatiche e di rappresentanza. Poiché la monarchia è costituzionale, il monarca è limitato dal parlamento e dalla costituzione, ha funzioni imparziali come conferire onorificenze e nominare il primo ministro. Il monarca è, per tradizione, il comandante in capo delle forze armate britanniche. Sebbene l'autorità esecutiva formale sul governo del Regno Unito sia ancora del Re, tramite la prerogativa reale del monarca, questi poteri possono essere utilizzati secondo le leggi emanate in Parlamento e, in pratica, con i limiti di convenzioni e precedenti.

## Ruolo costituzionale
Nella Costituzione non codificata del Regno Unito, il monarca (indicato nella legislazione esclusivamente come "il Sovrano" e chiamato Sua Maestà) è il capo dello Stato. L'immagine del monarca è usata per indicare la sovranità britannica e l'autorità del governo: il loro profilo, ad esempio, appare sulla valuta, e il loro ritratto negli edifici governativi. Il Sovrano è inoltre menzionato e oggetto di canti, fedeli brindisi e saluti. "God Save the King" (o, in alternativa, "God Save the Queen") è l'inno nazionale britannico. Al Sovrano e ai suoi legittimi successori vengono prestati giuramenti di fedeltà.
Il monarca prende poca parte diretta al governo. L'esercizio dei poteri formali del sovrano è quasi tutto delegato, per statuto o per convenzione, a ministri o a funzionari della Corona o ad altri enti pubblici. Così gli atti di stato compiuti in nome della Corona, come le nomine della Corona, anche se eseguiti personalmente dal Monarca, come il discorso del re e l'apertura statale del parlamento, dipendono da decisioni prese altrove:
- Il potere legislativo è esercitato dal Re in Parlamento, da e con il parere e il consenso della Camera dei Lord e della Camera dei Comuni.

- Il potere esecutivo è esercitato dal governo di Sua Maestà, che comprende i ministri, principalmente il primo ministro e il gabinetto, che è tecnicamente un comitato del Consiglio privato. Hanno la direzione delle Forze Armate della Corona, del Servizio Civile e di altri Funzionari della Corona come i Servizi Diplomatici e Segreti (il Sovrano riceve alcuni rapporti di intelligence straniera prima del primo ministro).

- Il potere giudiziario è conferito alle varie magistrature del Regno Unito, che per costituzione e statuto godono dell'indipendenza giudiziaria del governo.

- La Chiesa d'Inghilterra, di cui il sovrano è il capo titolare, ha le proprie strutture legislative, giudiziarie ed esecutive.

- I poteri indipendenti dal governo sono legalmente concessi ad altri enti pubblici per statuto o strumento statutario come un Ordine in Consiglio, Commissione reale o altro.

Il ruolo del sovrano come monarca parlamentare è in gran parte limitato a funzioni apartitiche, come la concessione di onorificenze. Tale ruolo è riconosciuto sin dal XIX secolo. Il potere esecutivo è esercitato dal governo di Sua Maestà, che comprende i ministri, principalmente il primo ministro e il gabinetto, che è tecnicamente un comitato del Consiglio privato. Lo scrittore costituzionale Walter Bagehot identificò la monarchia nel 1867 come la "parte dignitosa" piuttosto che la "parte efficiente" del governo.

### Prerogativa reale
Quella parte dell'autorità esecutiva del governo che rimane teoricamente e nominalmente attribuita al sovrano è nota come prerogativa reale. Il monarca agisce entro i limiti della convenzione e dei precedenti, esercitando la prerogativa solo su consiglio dei ministri responsabili di fronte al Parlamento, spesso tramite il primo ministro o il Consiglio privato. In pratica, i poteri di prerogativa sono esercitati solo su consiglio del primo ministro: il primo ministro, e non il sovrano, ha il controllo. Il monarca tiene un'udienza settimanale con il primo ministro; non vengono presi verbali di queste udienze e i procedimenti rimangono completamente riservati. Il monarca può esprimere le proprie opinioni, ma, in quanto sovrano parlamentare, deve in ultima analisi accettare le decisioni del primo ministro e del gabinetto, che per definizione godono della fiducia della Camera dei Comuni. Nelle parole di Bagehot: "il sovrano ha, sotto una monarchia parlamentare... tre diritti: il diritto di essere consultato, il diritto di incoraggiare, il diritto di avvertire". 
Sebbene la prerogativa reale sia estesa e l'approvazione parlamentare non sia formalmente richiesta per il suo esercizio, è limitata. Molte prerogative della Corona sono cadute in disuso o sono state trasferite in modo permanente al Parlamento. Ad esempio, il sovrano non può imporre e riscuotere nuove tasse; tale azione richiede l'autorizzazione di un atto del Parlamento. Secondo un rapporto parlamentare, "La Corona non può inventare nuovi poteri di prerogativa" e il Parlamento può annullare qualsiasi potere di prerogativa approvando una legislazione. 
La prerogativa reale include i poteri di nominare e licenziare ministri, regolamentare il servizio civile, rilasciare passaporti, dichiarare guerra, fare la pace, dirigere le azioni dell'esercito e negoziare e ratificare trattati, alleanze e accordi internazionali. Tuttavia, un trattato non può modificare le leggi interne del Regno Unito; in tali casi è necessario un atto del Parlamento. Il sovrano è il capo delle forze armate (la Royal Navy, l'esercito britannico e la Royal Air Force), e accredita gli alti commissari e gli ambasciatori britannici e riceve i capi missione dagli stati stranieri.

#### Nomina del primo ministro
Il sovrano ha il potere di nominare il primo ministro. In conformità con le convenzioni costituzionali non scritte, il monarca nomina l'individuo che comanda il sostegno della Camera dei Comuni, solitamente il leader di un partito o di una coalizione che ha la maggioranza in quella Camera. Il primo ministro entra in carica assistendo al monarca in un'udienza privata e, dopo il "bacio di mano", tale nomina è immediatamente effettiva senza alcuna altra formalità o strumento. Il sovrano ha anche il potere di licenziare il primo ministro, ma l'ultima volta che questo potere è stato esercitato è stato nel 1834, quando Guglielmo IV ha licenziato Lord Melbourne; da allora, i primi ministri hanno lasciato l'incarico solo dopo le loro dimissioni, che ci si aspetta che offrano al monarca quando perdono la maggioranza nella Camera dei Comuni.
Mentre il sovrano nomina e può anche licenziare ogni altro ministro della Corona, per convenzione lo fanno solo su raccomandazione del primo ministro. È quindi il primo ministro a controllare la composizione del governo. In pratica, il primo ministro chiederà a un membro del governo di dimettersi piuttosto che consigliare al monarca di licenziarlo; tali ministri sono eufemisticamente descritti come "in uscita dal governo".
In un parlamento sospeso in cui nessun partito o coalizione detiene la maggioranza, il monarca ha un grado maggiore di latitudine nello scegliere l'individuo che probabilmente riceverà il maggior sostegno, anche se di solito sarebbe il leader del partito più grande. Dal 1945, ci sono stati solo tre parlamenti sospesi. Il primo seguì le elezioni generali del febbraio 1974 quando Harold Wilson fu nominato primo ministro dopo che Edward Heath si dimise a seguito del suo fallimento nel formare una coalizione. Sebbene il partito laburista di Wilson non avesse la maggioranza, era il partito più grande. Il secondo seguì le elezioni generali del maggio 2010, in cui i conservatori (il partito più grande) e i liberal democratici (il terzo partito più grande) accettarono di formare il primo governo di coalizione dalla seconda guerra mondiale. Il terzo si verificò poco dopo, nel giugno 2017, quando il partito conservatore perse la maggioranza in un'elezione anticipata, anche se il partito rimase al potere come governo di minoranza.

#### Convocazione, proroga e scioglimento del Parlamento
Il sovrano ha il potere di convocare, prorogare e sciogliere il Parlamento. Ogni sessione parlamentare inizia con la convocazione del sovrano. La nuova sessione parlamentare è contrassegnata dalla cerimonia di apertura del Parlamento, durante la quale il monarca legge il discorso dal trono nella camera della Camera dei Lord, delineando l'agenda legislativa del governo. La proroga di solito avviene circa un anno dopo l'inizio di una sessione e conclude formalmente la sessione. Lo scioglimento pone fine a una legislatura ed è seguito da un'elezione generale per tutti i seggi della Camera dei Comuni. Se non sciolti prima, i Parlamenti vengono automaticamente sciolti dopo cinque anni.
Il Fixed-term Parliaments Act 2011 ha rimosso temporaneamente l'autorità del sovrano di sciogliere il Parlamento, tuttavia, questo potere è stato ripristinato dal Dissolution and Calling of Parliament Act 2022. Il potere di proroga del sovrano non è stato influenzato, il che è una caratteristica regolare del calendario parlamentare.
Nel 1950 il segretario privato del re Sir Alan "Tommy" Lascelles, scrivendo sotto lo pseudonimo "Senex" al direttore del quotidiano The Times, affermò una convenzione costituzionale: secondo i Principii di Lascelles, se un governo di minoranza chiedeva di sciogliere il Parlamento per indire elezioni anticipate per rafforzare la propria posizione, il monarca poteva rifiutare e lo avrebbe fatto a tre condizioni. Quando Harold Wilson chiese lo scioglimento alla fine del 1974, la regina Elisabetta II accolse la sua richiesta poiché Heath non era già riuscito a formare una coalizione. Le elezioni generali risultanti diedero a Wilson una piccola maggioranza. In teoria, il monarca poteva licenziare unilateralmente il primo ministro, ma in pratica, il mandato del primo ministro oggigiorno termina solo con sconfitta elettorale, morte o dimissioni. L'ultimo monarca a rimuovere il primo ministro fu Guglielmo IV, che licenziò Lord Melbourne nel 1834.

#### Altre prerogative reali
Prima che un disegno di legge approvato dalle Camere legislative possa diventare legge, è necessario il consenso reale (l'approvazione del monarca). In teoria, il consenso può essere concesso (rendendo il disegno di legge legge) o negato (ponendo il veto sul disegno di legge), ma dal 1708 il consenso è sempre stato concesso. 
Il sovrano ha una relazione simile con i governi devoluti di Scozia, Galles e Irlanda del Nord come con il governo del Regno Unito. Il sovrano nomina il primo ministro di Scozia su nomina del Parlamento scozzese, e il primo ministro del Galles su nomina del Senedd. In materia scozzese, il sovrano agisce su consiglio del Governo scozzese. Tuttavia, poiché la devoluzione è più limitata in Galles, in materia gallese il monarca agisce su consiglio del Primo Ministro e del Gabinetto del Regno Unito. Il sovrano può porre il veto a qualsiasi legge approvata dall'Assemblea dell'Irlanda del Nord, se è ritenuta incostituzionale dal Segretario di Stato per l'Irlanda del Nord.
Il sovrano è ritenuto la "fonte di giustizia"; sebbene il monarca non governi personalmente nei casi giudiziari, le funzioni giudiziarie sono svolte in suo nome. Ad esempio, le azioni penali sono intentate per conto del sovrano e le corti derivano la loro autorità dalla Corona. Il diritto comune sostiene che il sovrano "non può fare nulla di sbagliato", e quindi non può essere perseguito per reati penali. Il Crown Proceedings Act del 1947 consente azioni legali civili contro la Corona nella sua veste pubblica (vale a dire, azioni legali contro il governo), ma non azioni legali contro il monarca personalmente. Il sovrano esercita la "prerogativa di clemenza", che viene utilizzata per perdonare i trasgressori condannati o ridurre le condanne. 
Il sovrano è la "fonte dell'onore", la fonte di tutti gli onori e le dignità nel Regno Unito. La Corona crea tutti i titoli pari, nomina i membri degli ordini cavallereschi, concede il cavalierato e assegna altri onori. Sebbene i titoli pari e la maggior parte degli altri onori siano concessi su consiglio del primo ministro, alcuni onori rientrano nel dono personale del sovrano e non sono concessi su consiglio ministeriale. Il sovrano nomina da solo i membri dell'Ordine della Giarrettiera, dell'Ordine del Cardo, dell'Ordine reale vittoriano e dell'Ordine al Merito.

### Immunità sovrana
Il sovrano è personalmente immune da procedimenti penali o arresti, così come da azioni civili, e la sua proprietà non è soggetta ad esecuzione o pignoramento. La Corona, tuttavia, a differenza del sovrano, può essere oggetto di procedimenti per illecito civile e contrattuale dal 1947. 
Ci sono più di 160 leggi che garantiscono immunità espressa al sovrano o alla sua proprietà sotto vari aspetti. Ad esempio, il sovrano è esente dalla legislazione antidiscriminatoria e da altre leggi sui diritti dei lavoratori, sulla salute e sicurezza o sulle pensioni, così come da numerose tasse, e gli ispettori ambientali non possono entrare nella proprietà del sovrano senza permesso.

## Ruolo religioso
Il sovrano è il governatore supremo della Chiesa d'Inghilterra istituita. Gli arcivescovi e i vescovi sono nominati dal monarca, su consiglio del primo ministro, che sceglie il nominato da un elenco di candidati preparato da una Commissione della Chiesa. Il ruolo della Corona nella Chiesa d'Inghilterra è titolare; l'arcivescovo di Canterbury è il leader spirituale della Chiesa e della Comunione anglicana mondiale. Il monarca presta giuramento di preservare la Chiesa di Scozia e detiene il potere di nominare il Lord Alto Commissario all'Assemblea generale della Chiesa, ma altrimenti non svolge alcun ruolo nel suo governo e non esercita alcun potere su di essa. Il sovrano non svolge alcun ruolo formale nella Chiesa in Galles o nella Chiesa d'Irlanda.

## Successione

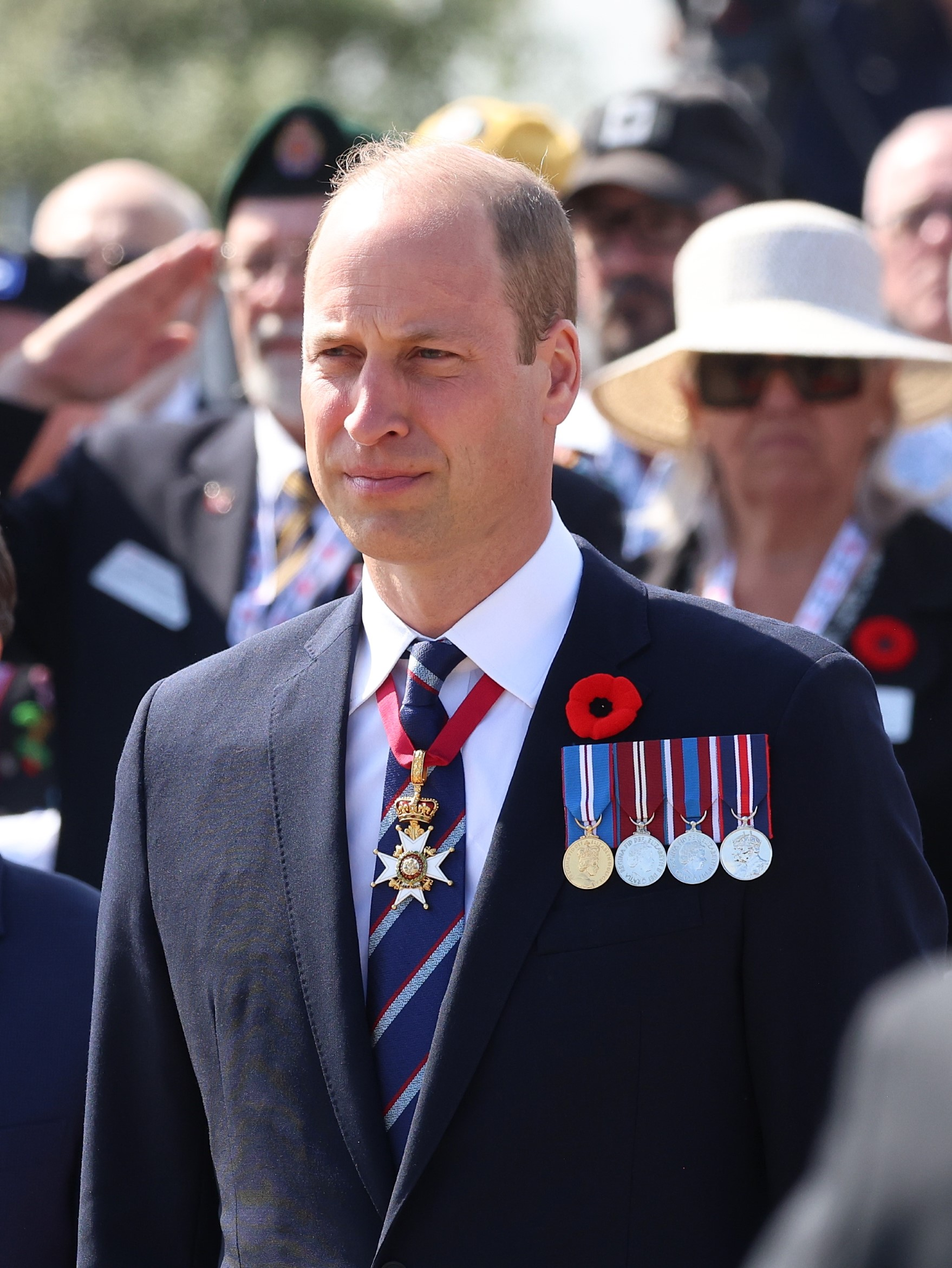
William, principe del Galles, erede apparente al trono britannico

La relazione tra i reami del Commonwealth è tale che qualsiasi modifica alle leggi che regolano la successione al trono condiviso richiede il consenso unanime di tutti i reami. La successione è regolata da statuti come il Bill of Rights del 1689, l'Act of Settlement del 1701 e gli Atti di Unione del 1707. Le regole di successione possono essere modificate solo da un atto del Parlamento; non è possibile per un individuo rinunciare al proprio diritto di successione. L'Act of Settlement limita la successione ai legittimi discendenti protestanti di Sofia di Hannover (1630–1714), una nipote di Giacomo I e VI.
Alla fine della Corona (la morte di un sovrano), il suo erede immediatamente e automaticamente succede (da qui la frase "Il re è morto, lunga vita al re!"), e l'ascesa del nuovo sovrano è pubblicamente proclamata da un Consiglio di ascesa che si riunisce al palazzo di St. James. Dopo la sua ascesa, un nuovo sovrano è tenuto per legge a fare e sottoscrivere diversi giuramenti: la Dichiarazione di ascesa come richiesto per primo dal Bill of Rights, e un giuramento che "manterrà e preserverà" l'insediamento della Chiesa di Scozia come richiesto dall'Atto di Unione. Il monarca è solitamente incoronato nell'abbazia di Westminster, normalmente dall'arcivescovo di Canterbury. Un'incoronazione non è necessaria per un sovrano per regnare; in effetti, la cerimonia di solito si svolge molti mesi dopo l'ascesa per consentire tempo sufficiente per la sua preparazione e per un periodo di lutto. 
Quando un individuo sale al trono, ci si aspetta che regni fino alla morte. L'unica abdicazione volontaria, quella di Edoardo VIII, dovette essere autorizzata da uno speciale atto del Parlamento, l'His Majesty's Declaration of Abdication Act del 1936. L'ultimo monarca rimosso involontariamente dal potere fu Giacomo VII e II, che fuggì in esilio nel 1688 durante la Gloriosa Rivoluzione.

### Restrizioni per sesso e religione
La successione avveniva per primogenitura cognatica con preferenza maschile, in base alla quale i figli maschi ereditano prima delle figlie femmine e i figli più grandi ereditano prima dei figli più piccoli dello stesso sesso. Il primo ministro britannico, David Cameron, annunciò al Commonwealth Heads of Government Meeting del 2011 che tutti i 16 reami del Commonwealth, incluso il Regno Unito, avevano concordato di abolire la regola della preferenza maschile per chiunque fosse nato dopo la data del meeting, il 28 ottobre 2011. Concordarono anche che ai futuri monarchi non sarebbe più stato proibito di sposare un cattolico romano, una legge che risaliva all'Act of Settlement del 1701. Tuttavia, poiché il monarca è anche il governatore supremo della Chiesa d'Inghilterra, le leggi che limitano il trono agli Anglicani rimangono. La necessaria legislazione britannica che apporta le modifiche ha ricevuto l’assenso reale il 25 aprile 2013 ed è entrata in vigore nel marzo 2015 dopo che la legislazione equivalente è stata approvata in tutti gli altri reami del Commonwealth. 
Sebbene ai cattolici sia proibito succedere e siano considerati "morti per natura" ai fini della successione, la squalifica non si estende ai legittimi discendenti Anglicani dell'individuo.

### Reggenza
I Regency Act consentono reggenze nel caso di un monarca minorenne o fisicamente o mentalmente incapace. Quando è necessaria una reggenza, il successivo individuo qualificato nella linea di successione diventa automaticamente reggente, a meno che non sia lui stesso minorenne o incapace. Disposizioni speciali furono prese per la regina Elisabetta II dal Regency Act del 1953, che stabiliva che il principe Filippo, duca di Edimburgo (suo marito) poteva agire come reggente in queste circostanze. 
Durante un'infermità fisica temporanea o un'assenza dal regno, il sovrano può delegare temporaneamente alcune delle sue funzioni ai consiglieri di Stato, scelti tra il consorte del monarca e i primi quattro adulti nella linea di successione. Gli attuali consiglieri di Stato sono: la regina Camilla; William, principe del Galles; il principe Harry, duca di Sussex; il principe Andrea, duca di York; la principessa Beatrice; il principe Edoardo, duca di Edimburgo; e Anna, principessa reale. Sebbene ancora in grado di prestare servizio, il duca di Sussex e il duca di York non svolgono più i doveri reali. Con l'ascesa al trono di Carlo III e i viaggi all'estero programmati nel 2023, è stato deciso di ampliare l'elenco di coloro che possono prestare servizio come consiglieri di stato. Il 14 novembre 2022, il re ha inviato un messaggio a entrambe le Camere del Parlamento, chiedendo formalmente una modifica della legge che consentirebbe alla principessa Anna e al principe Edoardo di essere aggiunti all'elenco dei consiglieri di stato. Il giorno dopo, un disegno di legge in tal senso fu presentato al Parlamento e ricevette l'assenso reale il 6 dicembre, entrando in vigore il 7 dicembre.

## Finanze
Fino al 1760, il monarca sosteneva tutte le spese ufficiali dalle entrate ereditarie, che includevano i profitti del Crown Estate (il portafoglio di proprietà reale).
Re Giorgio III ha accettato di cedere le entrate ereditarie della Corona in cambio della lista civile, e questo accordo è durato fino al 2012. Una sovvenzione annuale per i servizi immobiliari pagata per il mantenimento delle residenze reali e una borsa reale annuale per i viaggi. La lista civile copriva la maggior parte delle spese, comprese quelle per il personale, le visite di stato, gli impegni pubblici e l'intrattenimento ufficiale. La sua dimensione veniva fissata dal Parlamento ogni 10 anni; tutto il denaro risparmiato è stato riportato al successivo periodo di 10 anni. Dal 2012 al 2020, la lista civile e le sovvenzioni saranno sostituite con un'unica sovvenzione sovrana, che sarà fissata al 15% delle entrate generate dal Crown Estate.
Il Crown Estate è uno dei più grandi portafogli immobiliari del Regno Unito, con partecipazioni per 7,3 miliardi di sterline nel 2011. È tenuto in amministrazione fiduciaria e non può essere venduto o posseduto dal Sovrano a titolo privato. Nei tempi moderni, i profitti ceduti dal Patrimonio della Corona al Tesoro hanno superato la Lista Civile e le Sovvenzioni. Ad esempio, la Crown Estate ha prodotto 200 milioni di sterline nel 2007-2008, mentre il finanziamento parlamentare dichiarato per il monarca è stato di 40 milioni di sterline durante lo stesso periodo. Come la Crown Estate, la terra e le attività del Ducato di Lancaster, un portafoglio di proprietà del valore di £ 383 milioni nel 2011, sono detenute in trust. Le rendite del Ducato fanno parte della Borsa Privata, e sono utilizzate per le spese non sostenute dalle sovvenzioni parlamentari. I "Paradise Papers", trapelati nel 2017, mostrano che il Ducato di Lancaster deteneva investimenti nei paradisi fiscali britannici delle Isole Cayman e delle Bermuda. Il Ducato di Cornovaglia è una proprietà simile tenuta in custodia per far fronte alle spese del figlio maggiore del monarca. La Royal Collection, che comprende opere d'arte e gioielli della Corona, non è di proprietà personale del sovrano ed è tenuta in custodia, così come i palazzi occupati nel Regno Unito come Buckingham Palace e il Castello di Windsor. Il Sovrano è soggetto a imposte indirette come l'imposta sul valore aggiunto e dal 1993 la Regina ha pagato l'imposta sul reddito e l'imposta sulle plusvalenze sul reddito personale. Le sovvenzioni parlamentari al Sovrano non sono trattate come entrate in quanto sono esclusivamente per spese ufficiali. I repubblicani stimano che il costo reale della monarchia, inclusa la sicurezza e il reddito potenziale non rivendicato dallo Stato, come i profitti dei ducati di Lancaster e Cornovaglia e l'affitto di Buckingham Palace e del Castello di Windsor, sia di 334 milioni di sterline all'anno. Le stime della ricchezza della Regina variavano, a seconda che fossero inclusi i beni posseduti da lei personalmente o tenuti in custodia per la nazione. 
La rivista Forbes ha stimato la sua ricchezza in 450 milioni di dollari nel 2010, ma non era disponibile alcuna cifra ufficiale. Nel 1993, il Lord Chamberlain disse che le stime di 100 milioni di sterline erano "grossolanamente sopravvalutate". Jock Colville, che era il suo ex segretario privato e direttore della sua banca, Coutts, stimò la sua ricchezza nel 1971 a 2 milioni di sterline (l'equivalente di circa 30 milioni di sterline oggi). Il Sunday Times Rich List 2020 ha stimato la ricchezza personale di Elisabetta II a 350 milioni di sterline, rendendola la 372ª persona più ricca del Regno Unito.

## Residenze
La residenza ufficiale del sovrano a Londra è Buckingham Palace. È il luogo della maggior parte dei banchetti di stato, delle investiture, dei battesimi reali e di altre cerimonie. Un'altra residenza ufficiale è il Castello di Windsor, il più grande castello occupato al mondo, che viene utilizzato principalmente nei fine settimana, a Pasqua e durante il Royal Ascot, un incontro annuale di corse che fa parte del calendario sociale. La residenza ufficiale del sovrano in Scozia è il Palazzo di Holyroodhouse a Edimburgo. Il monarca soggiorna a Holyrood per almeno una settimana ogni anno e quando visita la Scozia in occasioni di stato.
Storicamente, il Palazzo di Westminster e la Torre di Londra furono le residenze principali del monarca inglese fino a quando Enrico VIII non acquisì il Palazzo di Whitehall. Whitehall fu distrutto da un incendio nel 1698, portando a uno spostamento a St James's Palace. Sebbene sostituito come residenza principale del monarca a Londra da Buckingham Palace nel 1837, St James's è ancora il palazzo principale e rimane la residenza reale cerimoniale. Ad esempio, gli ambasciatori stranieri sono accreditati presso la Corte di St James's, e il palazzo è la sede della riunione del Consiglio di adesione. È anche utilizzato da altri membri della famiglia reale.
Altre residenze includono Clarence House e Kensington Palace. I palazzi appartengono alla Corona; sono tenuti in custodia per i futuri sovrani e non possono essere venduti dal monarca. Sandringham House nel Norfolk e il Castello di Balmoral nell'Aberdeenshire sono di proprietà privata della famiglia reale.